# AZM (luchadora)
AZM, abreviación de Azumi (en japonés: あずみ) (Tokio, 1 de octubre de 2002), es una luchadora profesional japonesa conocida por su paso por la promoción de World Wonder Ring Stardom.

## Carrera

### Circuito independiente (2013-presente)
Además de Stardom, Azumi es conocida por sus apariciones en el circuito independiente, trabajando para diferentes promociones. En el house show del 8 de agosto de 2017 de la promoción Marvelous That's Women Pro Wrestling, Azumi hizo equipo con HZK para derrotar a New-Tra (Rin Kadokura y Takumi Iroha). Compitió en el Kagetsu Retirement Show ~ Many Face, un evento independiente que retrataba el último combate de Kagetsu del 24 de febrero de 2020, donde derrotó a Kaho Kobayashi y Mei Suruga en un combate a tres bandas. En Estrella Executive Committee/Stardom/Tokyo Gurentai, un evento crossover producido por World Wonder Ring Stardom en asociación con Tokyo Gurentai el 14 de marzo de 2019, Azumi compitió en un tag team match de eliminación de cuatro vías, donde hizo equipo con Momo Watanabe y Utami Hayashishita como Queen's Quest, cayendo ante Oedo Tai (Andras Miyagi, Hazuki y Kagetsu), JAN (Jungle Kyona, Natsuko Tora y Saya Iida) y STARS (Saki Kashima, Starlight Kid y Tam Nakano).

#### World Wonder Ring Stardom (2013-presente)

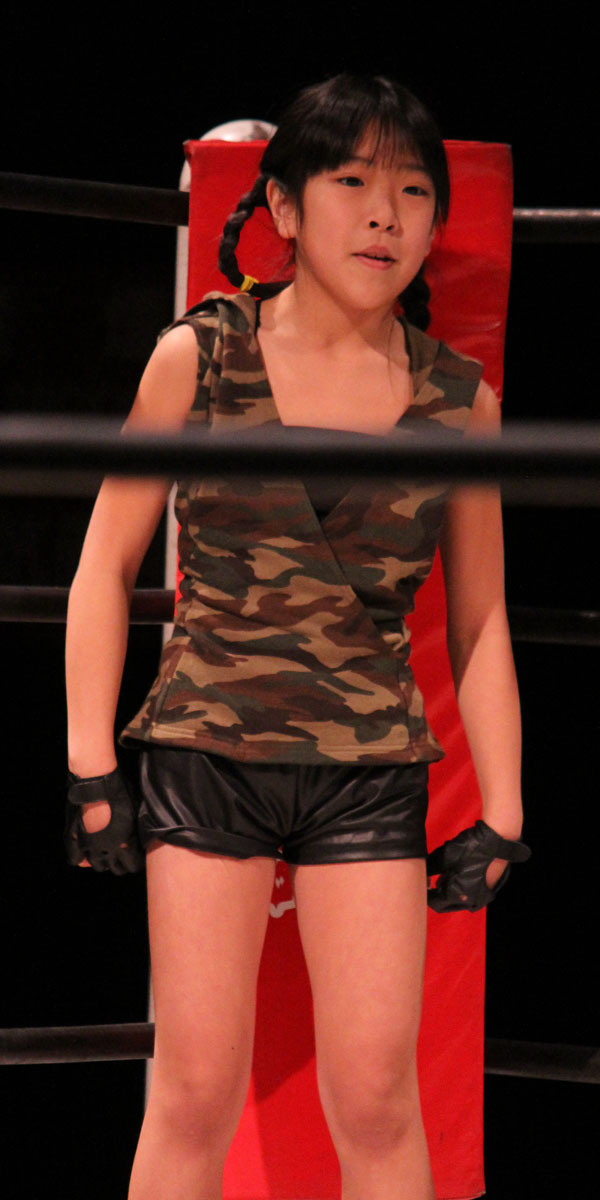
Azumi en febrero de 2014 con 12 años de edad, cinco meses después de su debut como luchadora profesional.

Azumi hizo su debut en la lucha libre profesional a la temprana edad de 12 años, compitiendo para World Wonder Ring Stardom, en la Stardom Season 14 Goddesses In Stars 2013  del 6 de octubre, en un empate con límite de tiempo contra Natsuki Taiyo. Compitió en una batalla real de 15 mujeres en STARDOM "NEW YEARS STARS 2016" el 3 de enero, donde se enfrentó a populares superestrellas que compartieron su tiempo con la promoción como Evie, Kellie Skater, Kris Wolf y Haruka Kato. Pasó la mayor parte de su carrera trabajando para Stardom, donde ganó su primer título el 15 de abril de 2017 en Stardom Grows Up Stars 2017, el Artist of Stardom Championship, junto a HZK e Io Shirai como parte del stable Queen's Quest al derrotar a Hana Kimura, La Rosa Negra y Kagetsu de Oedo Tai. Ganó los títulos en dos ocasiones más, primero en el Stardom Shining Stars 2017 el 4 de junio, de nuevo con Io Shirai y HZK al derrotar a Hiromi Mimura, Kairi Hojo y Konami, y segundo en el Stardom Goddess Of Stars 2019 el 23 de noviembre, donde hizo equipo con Momo Watanabe y Utami Hayashishita para derrotar a Andras Miyagi, Kagetsu y Natsu Sumire de Oedo Tai.
AZM ganó el High Speed Championship el 26 de julio de 2020 en el Stardom Cinderella Summer In Tokyo, donde derrotó a Riho y a Starlight Kid en un combate a tres bandas. Defendió el título cuatro veces con éxito antes de perderlo ante Natsupoi en el Stardom All Star Dream Cinderella el 3 de marzo de 2021. Azumi participó en un rumble match en la décima noche del Stardom New Year Stars 2021 del 21 de febrero, donde compitió contra la ganadora Ruaka, Bea Priestley, Mayu Iwatani, Unagi Sayaka, Natsuko Tora y otras.
Retó sin éxito a Syuri por el SWA World Championship en el Stardom Go To BUDOKAN! Valentine Special el 13 de febrero de 2021. El 8 de noviembre de 2020, se asoció con su compañera de stable de Queen's Quest, Momo Watanabe, como MOMOAZ para ganar la Goddesses of Stardom Tag League de 2020 al derrotar a Giulia y Maika de Donna Del Mondo en la final. El 14 de noviembre de 2020, AZM y Watanabe perdieron ante las campeonas del Goddess of Stardom Championship y compañeras de Queen's Quest, Saya Kamitani y Utami Hayashishita, por los títulos.
En el pre-show del Stardom Yokohama Dream Cinderella 2021 del 4 de abril, AZM se enfrentó sin éxito a Lady C y Hina en un combate a tres bandas. En la primera noche del Stardom Cinderella Tournament 2021 del 10 de abril, Azumi cayó ante Rina en un combate de la primera ronda del Cinderella Tournament. En el Yokohama Dream Cinderella 2021 del verano del 4 de julio, Azumi formó equipo con Momo Watanabe para derrotar a Starlight Kid de Oedo Tai y a Ruaka. En el Stardom 5 Star Grand Prix 2021, Azumi compitió en el bloque "Blue Stars" y consiguió un total de ocho puntos tras enfrentarse a Syuri, Saya Kamitani, Takumi Iroha, Konami, Tam Nakano, Utami Hayashishita, Maika, Unagi Sayaka y Ruaka. En el  Stardom 10th Anniversary Grand Final Osaka Dream Cinderella, del 9 de octubre de 2021, hizo equipo con Momo Watanabe y Saya Kamitani para desafiar sin éxito a MaiHimePoi (Maika, Himeka y Natsupoi) por el Artist of Stardom Championship.
En Kawasaki Super Wars, el primer evento de las Stardom Super Wars que tuvo lugar el 3 de noviembre de 2021, Azumi desafió sin éxito a Syuripor los certificado de derechos de desafío del SWA World Championship y del World of Stardom Championship. En las Super Wars de Tokio, el 27 de noviembre, se unió a su compañera de MOMOAZ, Momo Watanabe, para derrotar a Unagi Sayaka y Lady C. En las Super Wars de Osaka, el 18 de diciembre de 2021, Azumi se unió a sus compañeras de Queen's Quest, Utami Hayashishita, Saya Kamitani y a la capitana del equipo, Momo Watanabe, para luchar contra Starlight Kid, Saki Kashima, Konami y Ruaka, de Oedo Tai, en un combate de eliminación por equipos.

#### New Japan Pro Wrestling (2021)
AZM estuvo presente en un combate de exhibición para New Japan Pro-Wrestling en la segunda noche del Wrestle Kingdom 15, donde hizo equipo con Saya Kamitani y Utami Hayashishita como Queen's Quest para derrotar a Maika, Himeka y Natsupoi, de Donna Del Mondo, en un combate por equipos de seis personas.

## Campeonatos y logros
- New Japan Pro-Wrestling
  - NJPW STRONG Women's Championship (1 vez, actual)

- World Wonder Ring Stardom
  - High Speed Championship (2 veces)[28]
  - Artist of Stardom Championship (3 veces) - con HZK y Io Shirai (2), Momo Watanabe y Utami Hayashishita (1)[29]
  - Goddesses of Stardom Tag League (2020) - con Momo Watanabe[18]
  - Stardom Year-End Award (1 vez)
    - Best Technique (2019)[30]

  - 5★Star GP Award (1 vez)
    - 5★Star GP Outstanding Performance (2021)
- Pro Wrestling Illustrated
  - Posicionada en el n.º 60 del ranking del top 150 luchadoras femeninas en PWI Women's 50 (2021)[31]
  - Posicionada en el n.º 20 del ranking del top 50 duplas o equipos de combate en PWI Tag Team's 50 (2020), con Momo Watanabe, Utami Hayashishita y Saya Kamitani[32]